# Pierre Poivre
Pierre Poivre (Lyon, 23 de agosto de 1719 — Lyon, 6 de janeiro de 1786, foi um agrônomo francês.